# Reithrodontomys bakeri
Reithrodontomys bakeri es una especie de roedor de la familia Cricetidae.

## Distribución geográfica
Se encuentra en el centro de México.